# Scheibe Zugvogel I (Ka 5)
Der Scheibe „Zugvogel“ ist ein in den 1950er-Jahren von der Firma Scheibe-Flugzeugbau in Dachau hergestelltes Segelflugzeug in Gemischtbauweise.

## Geschichte
Der Zugvogel ist eine Entwicklung der Zugvogel-Reihe, die Rudolf Kaiser bei Scheibe-Flugzeugbau konstruierte.

## Versionen

### Zugvogel I
Der Erstflug des Zugvogel I fand 1954 statt. Der Stahlrohrrumpf ist im vorderen Bereich mit Sperrholz verkleidet, um eine höhere aerodynamische Güte zu erzielen. Die ungeschränkten Tragflächen mit 16,0 m Spannweite weisen ein Laminarprofil auf und sind beim Prototyp stark vorwärts gepfeilt, um beim Abkippverhalten auf der sicheren Seite zu bleiben. Die Vorwärtspfeilung wurde bei den folgenden Flugzeugen verringert, da das Abkippverhalten in erträglichen Grenzen lag. Der Zugvogel I verfügt über eine Bugkupplung und eine Schwerpunktkupplung, innerhalb der Baureihe Zugvogel IIIA wurde auf die Bugkupplung verzichtet und ausschließlich eine Schwerpunktkupplung eingesetzt, die für Flugzeugschlepp und Windenstart gleichermaßen genutzt wird. Vom Zugvogel I wurden 3, nach anderen Quellen 7 Stück gebaut.
Laut EASA-Kennblatt wurden 3 Stück mit den Werknummern 1002–1004 gebaut.

### Zugvogel II
Der Zugvogel II ist im Oktober 1956 erstmals geflogen. Die Tragflächen sind nicht mehr gepfeilt und werden mit einem Kastenholm gebaut. Der Stahlrohrrumpf ist etwas kürzer geworden. Für die Querruder werden keine Klavierbänder mehr eingesetzt, sondern Einzellager, was die Handkräfte reduziert. Vom Zugvogel II wurden nur 2 Stück gebaut.

### Zugvogel III, IIIA und IIIB
Im April 1957 flog der Zugvogel III das erste Mal. Die Spannweite beträgt nun 17,0 m.
Der Zugvogel verfügt anfangs über eine Kufe, Schleifsporn und ein abwerfbares zweirädriges Fahrwerk, eine Bug- und eine neben der Kufe angeordnete Schwerpunktkupplung.
Der Zugvogel IIIA erhält ein festes Zentralrad Größe 4.00-4. Innerhalb der Baureihe Zugvogel IIIA (ab Werknummer 1052) wird auf die Bugkupplung und die Kufe verzichtet und ausschließlich eine nun mittig sitzende Schwerpunktkupplung eingesetzt, die für Flugzeugschlepp und Windenstart gleichermaßen genutzt wird.
Für den Zugvogel IIIB wird ein niedrigerer Rumpf eingesetzt.
Vom Zugvogel III, IIIA und IIIB wurden 86 Stück gebaut.

## Technische Daten
| Baumuster                                 | Zugvogel IIIA                                                                                                   |
| Konstrukteur                              | Rudolf Kaiser, Egon Scheibe                                                                                     |
| Erstflug                                  | 1957 |
| Besatzung                                 | 1 |
| Länge                                     | 7,10 m |
| Spannweite                                | 17,00 m |
| Höhe                                      | 1,70 m |
| Flügelfläche                              | 14,48 m² |
| Rumpfbreite                               | 0,60 m |
| Flügelstreckung                           | 20 |
| V-Form                                    | 2,5 |
| Gleitzahl                                 | 35 bei 80 km/h                                                                                                  |
| Geringstes Sinken                         | 0,58 m/s bei 67 km/h                                                                                            |
| max. Zuladung                             | 115 kg |
| Rüstmasse                                 | 245 kg |
| max. Startmasse                           | 365 kg |
| max. Flächenbelastung                     | 25,2 kg/m² |
| Bruchlastvielfaches                       | 8 |
| Mindestgeschwindigkeit                    | 58 km/h |
| Höchstgeschwindigkeit                     | 200 km/h |
| Höchstgeschwindigkeit bei Flugzeugschlepp | 140 km/h |
| Höchstgeschwindigkeit bei Windenschlepp   | 100 km/h |
| Profilbezeichnung                         | Tragflächenwurzel: NACA 632616, -mitte: NACA 632615, -spitze: NACA 632614 Seiten- und Höhenleitwerk NACA 631012 |
| insgesamt gebaut                          | ca. 86 (III, IIIA und IIIB)                                                                                     |